# Натан Пелед
Натан Пелед (івр. נתן פלד‎; 3 червня 1913, Одеса — 8 січня 1992, Ізраїль) — ізраїльський політичний діяч, міністр алії та інтеграції Ізраїлю (з 27 липня 1970).

## Біографія
Натан Пелед народився в Одесі в сім'ї Йосипа Фріделя і Леї Гавуріної; з 1921 року навчався в єврейській школі в Кишиневі. Учасник руху «Хашомер Хацаїр», був призначений секретарем голови руху в Румунії. Також був секретарем Центрального комітету руху «Хехалуц».
У 1933 році Натан Пелед здійснив алію в Ерец-Ісраель. Учасник Кевуцат Мелет у місті Нес-Ціона, член місцевої робочої ради. У 1934 році він приїжджає в кіббуц Сарид у Галілеї та 1936 року стає членом комітету кіббуца Арці, заснованого членами руху Хашомер Хацаїр, працюючи в секретаріаті комітету до 1939 року.
У 1939-1944 роках — секретар комітету безпеки профспілки Гістадрут. У 1946-1948 роках — уповноважений представник руху Хашомер Хацаїр і Гістадруту в США. Після повернення в Ізраїль, працює секретарем руху Хашомер Хацаїр у кіббуці Арці з 1950 до 1955 року. У 1956 році призначений політичним секретарем партії Мапам. З 1958 року — на дипломатичній роботі, посланник Ізраїлю в Болгарії. У 1960-1963 роках — посол Держави Ізраїль в Австрії.
У 1965 році обраний до Кнесету за списком партії «Мапам». Міністр алії та інтеграції Ізраїлю з липня 1970 року. З 1975 до 1980 року керував кіббуцем Арці на посаді секретаря.